# Pistolet maszynowy Typ 79
Typ 79 – chiński pistolet maszynowy. Znajduje się na uzbrojeniu policji ChRL. Budowa wewnętrzna i zasada działania automatyki tej broni jest zbliżona do budowy karabinu szturmowego Typ 56.
Typ 79 działa na zasadzie odprowadzania gazów prochowych, strzela z zamka zamkniętego. Zamek ryglowany przez obrót (dwa rygle). Komora zamkowa tłoczona z blachy stalowej. Dźwignia przełącznika rodzaju ognia-bezpiecznika po prawej stronie broni. W położeniu zabezpieczonym dźwignia zasłania szczelinę komory zamkowej, w której porusza się rękojeść przeładowania. Przyrządy celownicze mechaniczne. Kolba metalowa, składana na wierzch broni.